# Ракуша
Ракуша́ (каз. Ракуша) — село у складі Атирауської міської адміністрації Атирауської області Казахстану. Входить до складу Єркінкалинського сільського округу.
Населення — 5610 осіб (2021; 1805 у 2009, 1166 у 1999, 591 у 1989).